# Compagnie ivoirienne de production d'électricité
La Compagnie Ivoirienne de Production d'Electricité (CIPREL) est une société privée de production d'électricité, créée en 1994 et basée à Abidjan en Côte d'Ivoire. La société, détenue par l'état de côte d'Ivoire  (anciennement Finagestion), distribue   électricité à l’État ivoirien via la CIE, qui détient le monopole de la distribution d'électricité dans le pays.
Le nom du groupe est également associé à son unique installation, la centrale thermique de Vridi, située dans la zone industrielle éponyme à Port-Bouët.

## Lien connexe
- Économie de la Côte d'Ivoire